# Antidicomarianite
Antidicomarianite (Tiếng Hy Lạp: ἀντιδικομαριανῖται, nghĩa là "địch thủ của Maria ", từ ἀντίδικ-ος kẻ thù + Μαρία Mary) là một thuật ngữ được sử dụng bởi những người tranh cãi về giáo lý trọn đời đồng trinh của Đức Maria trong suốt thế kỷ thứ 3 đến thứ 5. Thuật ngữ này được áp dụng cho các Kitô hữu tin rằng các anh chị em của Giêsu được đề cập đến trong Tân Ước không phải là con của Giuse bởi một cuộc hôn nhân trước đó (điều đã trở thành chính thống trong thế kỷ thứ 3), nhưng là con của Giuse và Maria sau khi đã sinh ra Giêsu. Không có bằng chứng nào cho thấy tự bản thân các Kitô hữu "chống lại Maria" trong ý nghĩa của từ này.
Những bài viết chống lại giáo phái "Antidicomarianite" được tìm thấy trong các tác phẩm khác nhau của giáo hội ở thế kỷ thứ 3, thứ 4 và thứ 5. Tài liệu tham khảo sớm nhất có nói đến giáo phái này là của Tertullian, giáo lý về chúng được đề cập rõ ràng bởi Origen (Homilia trong Lucam, III, 940). Cuộc tranh luận này xuất phát từ việc các anh chị em của Giêsu được nói đến trong Tân Ước (Mátthêu 13:56 và Máccô 6:3 vv.)
Arius, Eudoxius và Eunomius, là những người đã ủng hộ rất lớn cho việc giảng dạy lạc giáo này. Giáo phái này đạt đến sự phát triển lớn nhất trong thời kỳ sơ khai của Kitô giáo vào cuối thế kỷ thứ tư. Cái tên Antidicomarianites đã được áp dụng cho lạc giáo này được sử dụng bởi Thánh Epiphanius, người đã viết một bức thư chống lại họ. Trong đó nhất mạnh đến lịch sử giáo lý của tín điều đồng trinh và tuyên bố những bằng chứng do nhóm lạc giáo đưa ra là giả dối (Thánh Epiphanius, Contra Hæres., lxxviii, 1033 sqq.).
Các Ebionites là những người đầu tiên cho rằng Giêsu là con trai của Giuse và Maria, không phải là con của Thiên Chúa. Học thuyết này đã gây tranh cãi ngay cả đối với các tín đồ của giáo phái. Sau đó họ đã thay đổi rằng, mặc dù Maria sinh ra Giêsu qua Chúa Thánh Thần, nhưng sau đó Giuse và Maria tiếp tục sống đời sống hôn nhân và có thêm nhiều đứa con khác. Giáo phái này từ chối luôn công thức "Maria" được sử dụng trong phụng vụ tiếng Hy Lạp và La Mã.
Mặc dù Martin Luther bảo vệ giáo lý trọn đời đồng trinh của Đức Maria nhưng ngày nay một số người Tin Lành đồng tình với quan điểm của Lutheran Richard CH Lenski, người theo "Antidocomarianites," cho rằng Maria và Giuse có những đứa con riêng của mình sau khi sinh Giêsu.